# Supercopa de España de Fútbol 1992
La Supercopa de España de 1992 fue la IX edición del torneo, correspondiente a la temporada 1992-93. Se disputó entre los mismos equipos de la temporada anterior, el campeón de Liga 1991-92, el F. C. Barcelona, y el campeón de la Copa del Rey 1991-92, el Atlético de Madrid. 
Se jugó en partidos de ida y vuelta, el 28 de octubre en Barcelona y el 11 de noviembre en Madrid.
El F. C. Barcelona fue el campeón del torneo por 5-2 en el cómputo global.
| Bandera de Cataluña | 5 - 2 | Bandera de la Comunidad de Madrid |
| F. C. Barcelona 3 2 | 5 - 2 | Atlético de Madrid 1              |
| ------------------- | ----- | --------------------------------- |

## Supercopa de 1992
| F. C. Barcelona    |  | Bandera de Cataluña               |  | Campeón de la Primera División de España (1991/92) |
| Atlético de Madrid |  | Bandera de la Comunidad de Madrid |  | Campeón de la Copa del Rey de fútbol (1991-92)     |

### Ida
| 1          | POR        | Andoni Zubizarreta    |     |
| 2          | DEF        | Albert Ferrer         |     |
| 4          | DEF        | Miguel Ángel Nadal    |     |
| 16         | DEF        | Richard Witschge      |     |
| 6          | MED        | Guillermo Amor        |     |
| 5          | MED        | José Mari Bakero      | 65' |
| 13         | MED        | Eusebio Sacristán     |     |
| 13         | MED        | Jon Andoni Goikoetxea |     |
| 8          | DEL        | Michael Laudrup       | 45' |
| 10         | DEL        | Hristo Stoichkov      |     |
| 15         | DEL        | Julio Salinas         |     |
| Entrenador | Entrenador | Johan Cruyff          |     |

| 1          | POR        | Abel Resino          |     |
| 2          | DEF        | Tomás Reñones        |     |
| 21         | DEF        | Pedro González       |     |
| 5          | DEF        | Juanma López         |     |
| 4          | DEF        | Roberto Solozábal    |     |
| 7          | MED        | Donato Gama da Silva |     |
| 18         | MED        | Patxi Ferreira       |     |
| 15         | MED        | Carlos Aguilera      | 56' |
| 8          | MED        | Juan Vizcaíno        |     |
| 13         | DEL        | Gabi Moya            |     |
| 19         | DEL        | Paulo Futre          | 66' |
| Entrenador | Entrenador | Luis Aragonés        |     |

| 7  | MED | Pep Guardiola     | 45' |
| 15 | DEL | Txiki Begiristain | 65' |

| 14 | MED | Alfredo Santaelena  | 56' |
| 11 | DEL | Luis García Postigo | 66' |

|  | 64' | Julio Salinas     | 1-1 |
|  | 73' | Txiki Begiristain | 2-1 |
|  | 85' | Txiki Begiristain | 3-1 |

|  | 16' | Patxi Ferreira | 0-1 |

|  | 28' | Guillermo Amor |

|  | 14' | Patxi Ferreira |
|  | 90' | Juanma López   |

|  |

| Árbitro: | Juan Ansuátegui Roca |

| 1          | POR        | Andoni Zubizarreta    |     |
| 2          | DEF        | Albert Ferrer         |     |
| 4          | DEF        | Miguel Ángel Nadal    |     |
| 16         | DEF        | Richard Witschge      |     |
| 6          | MED        | Guillermo Amor        |     |
| 5          | MED        | José Mari Bakero      | 65' |
| 13         | MED        | Eusebio Sacristán     |     |
| 13         | MED        | Jon Andoni Goikoetxea |     |
| 8          | DEL        | Michael Laudrup       | 45' |
| 10         | DEL        | Hristo Stoichkov      |     |
| 15         | DEL        | Julio Salinas         |     |
| Entrenador | Entrenador | Johan Cruyff          |     |

| 1          | POR        | Abel Resino          |     |
| 2          | DEF        | Tomás Reñones        |     |
| 21         | DEF        | Pedro González       |     |
| 5          | DEF        | Juanma López         |     |
| 4          | DEF        | Roberto Solozábal    |     |
| 7          | MED        | Donato Gama da Silva |     |
| 18         | MED        | Patxi Ferreira       |     |
| 15         | MED        | Carlos Aguilera      | 56' |
| 8          | MED        | Juan Vizcaíno        |     |
| 13         | DEL        | Gabi Moya            |     |
| 19         | DEL        | Paulo Futre          | 66' |
| Entrenador | Entrenador | Luis Aragonés        |     |

| 7  | MED | Pep Guardiola     | 45' |
| 15 | DEL | Txiki Begiristain | 65' |

| 14 | MED | Alfredo Santaelena  | 56' |
| 11 | DEL | Luis García Postigo | 66' |

|  | 64' | Julio Salinas     | 1-1 |
|  | 73' | Txiki Begiristain | 2-1 |
|  | 85' | Txiki Begiristain | 3-1 |

|  | 16' | Patxi Ferreira | 0-1 |

|  | 28' | Guillermo Amor |

|  | 14' | Patxi Ferreira |
|  | 90' | Juanma López   |

|  |

| Árbitro: | Juan Ansuátegui Roca |

### Vuelta
| 1          | POR        | Abel Resino          |     |
| 2          | DEF        | Tomás Reñones        |     |
| 21         | DEF        | Pedro González       | 65' |
| 15         | DEF        | Carlos Aguilera      |     |
| 4          | DEF        | Roberto Solozábal    |     |
| 7          | MED        | Donato Gama da Silva |     |
| 23         | MED        | Antonio Orejuela     |     |
| 8          | MED        | Juan Vizcaíno        |     |
| 10         | DEL        | Manolo Sánchez       |     |
| 13         | DEL        | Gabi Moya            | 82' |
| 19         | DEL        | Paulo Futre          |     |
| Entrenador | Entrenador | Luis Aragonés        |     |

| 1          | POR        | Andoni Zubizarreta    |     |
| 2          | DEF        | Albert Ferrer         |     |
| 4          | DEF        | Miguel Ángel Nadal    |     |
| 3          | DEF        | Ronald Koeman         |     |
| 6          | MED        | Guillermo Amor        |     |
| 5          | MED        | José Mari Bakero      | 59' |
| 7          | MED        | Pep Guardiola         | 78' |
| 13         | MED        | Jon Andoni Goikoetxea |     |
| 8          | DEL        | Michael Laudrup       |     |
| 10         | DEL        | Hristo Stoichkov      |     |
| 9          | DEL        | Txiki Begiristain     |     |
| Entrenador | Entrenador | Johan Cruyff          |     |

| 16 | DEL | Manuel Alfaro | 65' |
| 20 | DEL | Juan Sabas    | 82' |

| 14 | DEF | Juan Carlos         | 59' |
| 18 | DEF | José Ramón Alexanko | 78' |

|  | 30' | Manolo Sánchez | 1-1 |

|  | 21' | Txiki Begiristain | 0-1 |
|  | 57' | Hristo Stoichkov  | 1-2 |

|  | 50' | Paulo Futre |

|  | 2'  | Hristo Stoichkov |
|  | 70' | Albert Ferrer    |
|  | 75' | Pep Guardiola    |

|  |

| Árbitro: | Miguel Ángel Marín López |

| 1          | POR        | Abel Resino          |     |
| 2          | DEF        | Tomás Reñones        |     |
| 21         | DEF        | Pedro González       | 65' |
| 15         | DEF        | Carlos Aguilera      |     |
| 4          | DEF        | Roberto Solozábal    |     |
| 7          | MED        | Donato Gama da Silva |     |
| 23         | MED        | Antonio Orejuela     |     |
| 8          | MED        | Juan Vizcaíno        |     |
| 10         | DEL        | Manolo Sánchez       |     |
| 13         | DEL        | Gabi Moya            | 82' |
| 19         | DEL        | Paulo Futre          |     |
| Entrenador | Entrenador | Luis Aragonés        |     |

| 1          | POR        | Andoni Zubizarreta    |     |
| 2          | DEF        | Albert Ferrer         |     |
| 4          | DEF        | Miguel Ángel Nadal    |     |
| 3          | DEF        | Ronald Koeman         |     |
| 6          | MED        | Guillermo Amor        |     |
| 5          | MED        | José Mari Bakero      | 59' |
| 7          | MED        | Pep Guardiola         | 78' |
| 13         | MED        | Jon Andoni Goikoetxea |     |
| 8          | DEL        | Michael Laudrup       |     |
| 10         | DEL        | Hristo Stoichkov      |     |
| 9          | DEL        | Txiki Begiristain     |     |
| Entrenador | Entrenador | Johan Cruyff          |     |

| 16 | DEL | Manuel Alfaro | 65' |
| 20 | DEL | Juan Sabas    | 82' |

| 14 | DEF | Juan Carlos         | 59' |
| 18 | DEF | José Ramón Alexanko | 78' |

|  | 30' | Manolo Sánchez | 1-1 |

|  | 21' | Txiki Begiristain | 0-1 |
|  | 57' | Hristo Stoichkov  | 1-2 |

|  | 50' | Paulo Futre |

|  | 2'  | Hristo Stoichkov |
|  | 70' | Albert Ferrer    |
|  | 75' | Pep Guardiola    |

|  |

| Árbitro: | Miguel Ángel Marín López |

| Campeón Supercopa de España 1992 |
| -------------------------------- |
| FC Barcelona 3° Título           |

| Predecesor: Supercopa de España 1991 | Supercopa de España 1992 | Sucesor: Supercopa de España 1993 |